# Kościół Trójcy Przenajświętszej w Rybniku
Kościół Trójcy Przenajświętszej – rzymskokatolicki kościół parafialny należący do dekanatu Niedobczyce archidiecezji katowickiej. Znajduje się w rybnickiej dzielnicy Popielów.
Budowa świątyni została rozpoczęta w 1933 roku dzięki staraniom mieszkańców Popielowa. Plany świątyni zostały wykonane przez architekta Rafała Szymurę z Knurowa. Dzięki niezwykłej ofiarności wiernych nowa budowla została poświęcona przez biskupa Teofila Bromboszcza już w dniu 1 lipca 1934 roku. Świątynia posiada zabytkowe dzwony pochodzące ze starego, drewnianego kościoła. Są to: mniejszy z 1486 roku i większy z 1496 roku. Wszystkie rzeźby oprócz ołtarza św. Barbary zostały wykonane przez miejscowego rzeźbiarza pana Franciszka Janoszkę. W 1976 roku został zmieniony wystrój wnętrza świątyni. Zaprojektowali go: profesor Edmund Czarmecki i inżynier Karol Gierlotka z Katowic.